# Сан-Рафаэль (Колумбия)
Сан-Рафаэль (исп. San Rafael) — город и муниципалитет на севере Колумбии, на территории департамента Антьокия. Входит в состав субрегиона Восточная Антьокия.

## История
Поселение из которого позднее вырос город было основано в 1864 году. Первыми жителями были шахтёры-золотодобытчики. Муниципалитет Сан-Рафаэль был выделен в отдельную административную единицу 5 августа 1905 года. Название города связано с именем Архангела Рафаила.

## Географическое положение

Муниципалитет Сан-Рафаэль

Город расположен в юго-восточной части департамента, в гористой местности Центральной Кордильеры, на берегах реки Гуатапе, на расстоянии приблизительно 55 километров к востоку от Медельина, административного центра департамента. Абсолютная высота — 1160 метров над уровнем моря.

Муниципалитет Сан-Рафаэль граничит на севере с муниципалитетом Сан-Роке, на северо-западе — с муниципалитетом Алехандрия, на западе — с муниципалитетом Гуатапе, на юге — с муниципалитетом Сан-Карлос. Площадь муниципалитета составляет 362 км².

## Население
По данным Национального административного департамента статистики Колумбии, совокупная численность населения города и муниципалитета в 2012 году составляла 13 127 человек.
Динамика численности населения муниципалитета по годам:
| 2005   | 2006   | 2007   | 2008   | 2009   | 2010   | 2011   | 2012   |
| ------ | ------ | ------ | ------ | ------ | ------ | ------ | ------ |
| 13 530 | 13 403 | 13 321 | 13 283 | 13 290 | 13 239 | 13 178 | 13 127 |

Согласно данным переписи 2005 года мужчины составляли 49,4 % от населения Сан-Рафаэля, женщины — соответственно 50,6 %. В расовом отношении белые и метисы составляли 99,7 % от населения города; негры, мулаты и райсальцы — 0,3 %.
Уровень грамотности среди всего населения составлял 84,9 %.

## Экономика
Основу экономики Сан-Рафаэля составляет сельскохозяйственное производство и золотодобыча. Основными культурами возделываемыми на территории муниципалитета являются кофе, юкка, бананы и сахарный тростник. Развито животноводство.

52,2 % от общего числа городских и муниципальных предприятий составляют предприятия торговой сферы, 28 % — предприятия сферы обслуживания, 19,8 % — промышленные предприятия.